# 라훌라
라훌라는 석가모니의 친자식이자 제자 가운데 한 명이다. 석가모니의 아내인 야쇼다라가 석가모니 출가전에 임신한 아이이며, 석가모니가 출가 이전 태어났다고 여긴다. 십대제자 가운데 한 명으로 꼽혀 밀행 제일이라고 칭한다. 또 아라한의 한 명이기도 하다.

## 명칭
- 산스크리트어: राहुल Rāhula
- 팔리어: राहुल Rāhula
- 다른 음차: 라훌라, 나호라, 라호라, 하라호라, 라운 등
- 한역: 장애, 장월, 복월, 복장 등

나후라는 장애나 장월 등이라고 번역되어 그 의미는 일식·월식 등 음식을 일으키는 악마 나후, 또는 장해를 이루는 것 등, 여러 설이 있지만, 그의 이름의 유래에는 크게 4개의 설이 있다.
1. 야슈다라 왕비가 아이를 낳을 때, 월식이 있어 나후라라고 이름 붙였다는 설 (「중허마하제경」권 6).
2. 야슈다라 왕비의 태내에 6년간 있던 것에 의한 설.
3. 석가가 실다(싯다르타) 태자의 무렵에 출가를 택했을 때, 회임한 일을 들어 「우리는 찢지 않으면 되지 않는 장애(나후라)가 생겼다」라고 한 것으로부터라고 하는 설.
4. 고대의 인도어에서는, 「나후」는 나가(용)의 머리, 「케이투」는 꼬리를 의미했다. 그리고 샤카의 일족의 토템은 다름 아닌 나가였다. 이것으로부터, 나후라란, 고대 인도의 표현으로, 용의 머리를 의미했다고 생각할 수 있어 「나가의 머리가 되는 사람」이 태어난 것을 환희한 석가가 명명했다는 설. (왜냐하면, 고래 인도에서는 일족의 후계가 없으면, 출가할 수 없기 때문이다. 출가를 바라고 있던 석가에게는 또없는 길보이다. 또 석가의 아버지도 이 명명을 기뻐하고 있지만, 손자에게 「장애」라는 이름이 지어지고 기뻐하는 것은 부자연스럽다.)[1]

또한 석가 당시의 베다(인도의 성전) 경전에서는, 일식·월식을 일으키는 것으로서 아수라(비천)가 들어지지만, 나후가 원인이라는 기술은 존재하지 않는다.

## 출생
그의 어머니나 신변에 대해서는 제설이 있다.
1. 「12유경」에는, 석가가 실다태자의 무렵, 제1비 구이(고피, 혹은 고파), 제2비 야소다라, 제3비 카노가 있으나 「슈다쓰나경」, 「즈이오경」에서는 구이의 아이로 한다.
2. 「전대미문 인연경」·「열반경」·「법화경」에서는 야소다라 왕비의 아이로 한다. 통상의 상당수는 이 설을 채용하고 있다.

덧붙여 석가의 출가전에는, 그 이외에도 제1비 구이와의 사이의 아이로 우파마나, 제3비 카노와의 사이에 선성이라는 아이가 있어 모두 출가해 불의 대자가 되었다는 설도 있다(「처처경」, 서국불조대대 상승전법기 및 내증불법무장관승혈맥보 등)이, 제2비 야소다라와의 아이인 나후라만이, 제난 극복해 증과를 얻었다(깨달았다)라고 한다. 그 때문에 각 경전에서는 「일자라후라」라고 표현되는 것이 많다.
또, 그의 탄생에 대해서도 제설 있다.
1. 실다태자, 출가시에 벌써 7세에 있었다.
2. 출가 직전에 탄생했다. 많게는 이 설을 채용하고 있다.
3. 출가 후, 어머니의 태내에 6년간이나 있었지만, 석가성도의 밤에 태어났다.

3의 설에서는, 「불본행집경」55에 그가 과거세로 국왕이었을 때, 선인이 있어 도계를 범해, 왕에게 종사해 참회로서 왕궁에 참배하는데, 왕이 오욕을 빠져 6일 외국인을 보지 않고, 이 인연으로 이승 6년 모태에 있었다고 있다.

## 생애
석가는 성도 후에 카피라성에 돌아갔을 때, 2일째에 손타라난타(손다라 난다)를 출가하게 해 많은 석가족의 청년을 출가 하게 했지만, 나후라는 7일째에 출가했다고 한다 (율장·대품 제1건도 등).
그는 어머니인 야소다라에 이끌려 불전으로 향해 가, 어머니로부터 석가불이 부친이니까 「왕위를 이으므로 재보를 양보해 주세요」라고 하도록 들어 그처럼 하면 석가는 장로 사리불을 불러 출가하게 했다는 설도 있다. 이 때의 그의 연령도 6세·9세·12세·15세라는 제설이 있지만, 어쨌든 사미(비구가 될 때까지의 연소의 견습 수행자)가 되었다고 한다.
20세로 도구계를 접수하는 비구가 되었다. 사리불에게 올라 수행학도 해, 당초는 부처님의 친자식이라고 하기도 해 특별 취급을 받는 일도 있었지만, 그 만큼을 분별해 자주 제계를 지켜 많은 비구에도 존경받게 되었다고 한다. 그는 불언 실행으로 밀행을 완수해, 밀행 제일로 칭해졌지만, 석가불보다, 많은 비구사람들이라도 학을 좋아하는 것으로, 학습 제일이라고도 칭해졌다.
덧붙여 나후라의 인내를 그린 경전으로서는 라운인욕경이 있다.

## 같이 보기
- 석가
- 십대제자
- 아라한
- 나후라바드라